# منیر مراد
منیر مراد (عربی: منير مراد؛ ۱۳ ژانویه ۱۹۲۲ – ۱۷ اکتبر ۱۹۸۱) خواننده، آهنگساز، و هنرپیشه اهل مصر بود.